# 托博利
51°35′49″N 25°20′45″E / 51.59694°N 25.34583°E
托博利（烏克蘭語：Тоболи），是烏克蘭西北部的村莊，隸屬沃倫州的卡明-卡希爾斯基區。該村面積3.95平方公里，海拔高度159米，2001年人口1,155，人口密度每平方公里292.78人。